# Myndus lyssa
Myndus lyssa är en insektsart som beskrevs av Kramer 1979. Myndus lyssa ingår i släktet Myndus och familjen kilstritar. Inga underarter finns listade i Catalogue of Life.